# علي البلوشي
علي سعيد محمد البلوشي (مواليد 27 نوفمبر 2000) لاعب كرة قدم إماراتي يجيد اللعب كلاعب وسط.

## مسيرة اللاعب
لعب في نادي العين ونادي البطائح ونادي العروبة.

## روابط خارجية
- علي البلوشي على موقع Soccerway.com (الإنجليزية)